# Kanton Ruelle-sur-Touvre
Ruelle-sur-Touvre is een voormalig kanton van het Franse departement Charente. Het kanton maakte deel uit van het arrondissement Angoulême. Het werd opgeheven bij decreet van 20 februari 2014, met uitwerking op 22 maart 2015. De gemeenten werden opgenomen in het nieuwe kanton Touvre-et-Braconne, met uitzondering van L'Isle-d'Espagnac die werd opgenomen in het kanton Angoulême-2.

## Gemeenten
Het kanton Ruelle-sur-Touvre omvatte de volgende gemeenten:
- L'Isle-d'Espagnac
- Magnac-sur-Touvre
- Mornac
- Ruelle-sur-Touvre (hoofdplaats)
- Touvre